# تد جونز
تد جونز (انگلیسی: Thad Jones; ۲۸ مارس ۱۹۲۳ – ۲۰ اوت ۱۹۸۶) نوازنده ترومپت سبک جاز و آهنگساز اهل ایالات متحده آمریکا بود.